# USS Bordelon (DD-881)
USS Bordelon (DD-881/DDR-881) là một tàu khu trục lớp Gearing được Hải quân Hoa Kỳ chế tạo vào giai đoạn cuối Chiến tranh Thế giới thứ hai. Nó là chiếc tàu chiến duy nhất của Hải quân Mỹ được đặt theo tên Trung sĩ nhất Thủy quân Lục chiến William J. Bordelon (1920-1943), người đã tử trận trong Trận Tarawa và được truy tặng Huân chương Danh dự. Hoàn tất khi chiến tranh đã kết thúc, con tàu tiếp tục phục vụ trong giai đoạn Chiến tranh Lạnh và Chiến tranh Việt Nam cho đến khi xuất biên chế và rút đăng bạ năm 1977. Con tàu được chuyển cho Iran để tháo dỡ làm nguồn phụ tùng cho các con tàu còn hoạt động.

## Thiết kế và chế tạo
Bordelon được đặt lườn tại xưởng tàu của hãng Consolidated Steel Corporation ở Orange, Texas vào ngày 9 tháng 9 năm 1944. Nó được hạ thủy vào ngày 3 tháng 3 năm 1945; được đỡ đầu bởi bà W. J. Bordelon, mẹ của Trung sĩ nhất Bordelon, và nhập biên chế vào ngày 5 tháng 6 năm 1945 dưới quyền chỉ huy của Hạm trưởng, Trung tá Hải quân M. J. Lyosey.

## Lịch sử hoạt động
Cho đến tháng 11 năm 1945, Bordelon tiến hành chạy thử máy và huấn luyện dọc theo vùng bờ Đông Hoa Kỳ và vùng biển Caribe. Nó khởi hành từ Norfolk, Virginia vào ngày 7 tháng 11 để đi sang khu vực Thái Bình Dương, và trình diện để phục vụ cùng Tư lệnh Lực lượng Khu trục, Hạm đội Thái Bình Dương tại Trân Châu Cảng vào ngày 28 tháng 11. Nó tiếp tục hành trình hướng sang Kure, Nhật Bản, đến nơi vào tháng 12, và hoạt động hỗ trợ cho lực lượng chiếm đóng tại khu vực Viễn Đông cho đến tháng 3 năm 1946. Con tàu được điều sang Lực lượng Đặc nhiệm 77 trú đóng tại khu vực quần đảo Mariana, và đã thực hiện nhiều chuyến viếng thăm đến Hong Kong; Manila, Philippines; Thượng Hải và Thanh Đảo, Trung Quốc; Sasebo, Nhật Bản và Okinawa. Nó quay trở về Hoa Kỳ vào tháng 12 năm 1946.
Bordelon sau đó được điều động sang vùng bờ Đông Hoa Kỳ vào tháng 1, 1947 và được phối thuộc cùng Hải đội Khu trục 14. Nó lên đường đi sang Plymouth, Anh Quốc vào tháng 9, nơi nó hoạt động trong thành phần Lực lượng Đặc nhiệm Bắc Âu, cho đến khi quay trở về Hoa Kỳ vào tháng 2, 1948. Trong gần một thập niên tiếp theo sau, con tàu luân phiên hoạt động thường lệ cùng Đệ Nhị hạm đội dọc theo bờ biển Đại Tây Dương và vùng biển Caribe, với những lượt được cử sang phục vụ cùng Đệ Lục hạm đội tại Địa Trung Hải, viếng thăm nhiều cảng trong khu vực đồng thời thực hành huấn luyện cùng hải quân các nước đồng minh. Con tàu còn thực hiện năm chuyến đi thực tập dành cho học viên sĩ quan thuộc Học viện Hải quân Hoa Kỳ.
Bordelon đã có các đợt hoạt động cùng Đệ Lục hạm đội tại Địa Trung Hải từ tháng 1 đến tháng 6, 1952; từ tháng 4, 1953 đến tháng 2, 1954; và từ tháng 1 đến tháng 8, 1960. Vào cuối tháng 10, 1962, khi phát hiện ra Liên Xô bố trí những tên lửa đạn đạo tầm trung mang đầu đạn hạt nhân tại Cuba, khiến đưa đến vụ Khủng hoảng tên lửa Cuba, Tổng thống John F. Kennedy đã ra quyết định "cô lập" hàng hải hòn đảo này nhằm gây áp lực, buộc phía Cộng Sản phải triệt thoái số tên lửa này. Chiếc tàu khu trục đã được huy động tham gia lực lượng hải quân hoạt động phong tỏa, cho đến khi vụ khủng hoảng được giải quyết bằng thương lượng hòa bình.
Một cuộc đảo chính của phe cánh Tả xảy ra tại Cộng hòa Dominica vào ngày 24 tháng 4, 1965, dẫn đến những bất ổn và bạo loạn, đã khiến Hoa Kỳ quyết định can thiệp để duy trì trật tự, đảm bảo an ninh cho công dân Hoa Kỳ, đồng thời với dụng ý ngăn ngừa một chính phủ cộng sản có thể nắm chính quyền như trường hợp của Cuba. Vì vậy, Bordelon đã có mặt ngoài khơi quốc gia Trung Mỹ này bảo vệ cho việc đổ bộ lực lượng Thủy quân Lục chiến, rồi tiếp tục hỗ trợ cho lực lượng viễn chinh Hoa Kỳ, và sau đó cùng lực lượng đa quốc gia được Tổ chức các quốc gia châu Mỹ phái đến để vãn hồi trật tự. Tình hình nhanh chóng được ổn định, và con tàu hoạt động tuần tra ven biển và trinh sát, cho đến khi nó quay trở về Hoa Kỳ vào tháng 6.
Bordelon lại có thêm một lượt hoạt động tại Địa Trung Hải cùng Đệ Lục hạm đội từ tháng 9, 1966 đến tháng 1, 1967. Sau đó nó được phái sang trực tiếp tham gia trong cuộc Chiến tranh Việt Nam trong giai đoạn từ tháng 10, 1967 đến tháng 6, 1968; nó nả phát súng đầu tiên nhắm vào đối phương vào ngày 20 tháng 1, 1968. Quay trở về Hoa Kỳ, con tàu có một lượt hoạt động tại vùng biển Bắc Cực ở khu vực Bắc Đại Tây Dương trong tháng 9 và tháng 10, 1968; rồi tiếp nối bởi một lượt hoạt động khác tại Địa Trung Hải từ tháng 1, 1969. Lượt phục vụ này được mở rộng sang khu vực Trung Đông, khi con tàu tiếp tục vượt kênh đào Suez đi sang Ấn Độ Dương và vùng vịnh Ba Tư, viếng thăm nhiều cảng trong khu vực; con tàu hoàn tất chuyến đi vào tháng 6, 1969.
Từ tháng 4 đến tháng 12, 1970, Bordelon được phái sang phục vụ tại khu vực Địa Trung Hải, Ấn Độ Dương và vùng vịnh Ba Tư. Quay trở về Hoa Kỳ, nó hoạt động huấn luyện ôn tập tại khu vực vịnh Guantánamo, Cuba vào tháng 1, 1971 trước khi tham gia các cuộc Tập trận UNITAS phối hợp với hải quân các nước Châu Mỹ từ tháng 6. Con tàu lại được huấn luyện ôn tập tại khu vực vịnh Guantánamo, Cuba từ tháng 2 đến tháng 3, 1972 trước khi được phái sang phục vụ cùng Đệ Thất hạm đội tại khu vực Tây Thái Bình Dương và tại Việt Nam từ tháng 9, 1972 đến tháng 4, 1973; vào lúc nó rời Viễn Đông, xung đột tại Việt Nam đã chấm dứt do đạt được thỏa thuận ngừng bắn theo Hiệp định Paris 1973.
Bordelon tiếp tục tham gia các cuộc tập trận UNITAS từ tháng 6 đến tháng 9, 1974; rồi lại có thêm một lượt hoạt động tại Địa Trung Hải cùng Đệ Lục hạm đội từ tháng 11, 1975 đến tháng 4, 1976. Khi tàu tuần dương Belknap (CG-26) gặp tai nạn va chạm với tàu sân bay John F. Kennedy (CV-67) vào đêm 22 tháng 11, 1975, Bordelon đã có mặt để trợ giúp chữa cháy cho Belknap.
Đến lượt Bordelon trở thành nạn nhân vào ngày 14 tháng 9, 1976, đang khi được tiếp nhiên liệu trên đường đi từ John F. Kennedy, nó lại mắc tai nạn va chạm với chiếc tàu sân bay. Mũi và một phần cấu trúc thượng tầng của Bordelon bị hư hại, và cột ăn-ten của nó ngã đổ xuống cột tín hiệu khiến một số thành viên thủy thủ đoàn tại đây bị thương. Tàu chở đạn dược Mount Baker (AE-34) đã tham gia vào việc cứu nạn cho Bordelon, khi cử các đội Loại bỏ đạn dược chất nổ sang giúp loại bỏ đạn dược, đồng thời cung cấp điện và nước cho chiếc tàu khu trục.
Do lườn tàu đã cũ qua nhiều năm tháng hoạt động, cộng với những hư hại do vụ va chạm, Bordelon được xem là không còn phù hợp để tiếp tục phục vụ. Nó được cho xuất biên chế đồng thời rút tên khỏi danh sách Đăng bạ Hải quân vào ngày 1 tháng 2, 1977. Con tàu được chuyển cho Iran vào tháng 7, 1977 để tháo dỡ làm nguồn phụ tùng cho các con tàu còn hoạt động.